# Holotrichia bidentata
Holotrichia bidentata är en skalbaggsart som beskrevs av Hermann Burmeister 1855. Holotrichia bidentata ingår i släktet Holotrichia och familjen Melolonthidae. Inga underarter finns listade i Catalogue of Life.